# Parc naturel régional de la côte d'Ugento
Le parc naturel régional de la côte d'Ugento (en italien : Parco naturale regionale Litorale di Ugento) est une réserve naturelle orientée espace naturel protégé créé dans les Pouilles en 2007 sur la commune d'Ugento, dans la province de Lecce,.

## Territoire

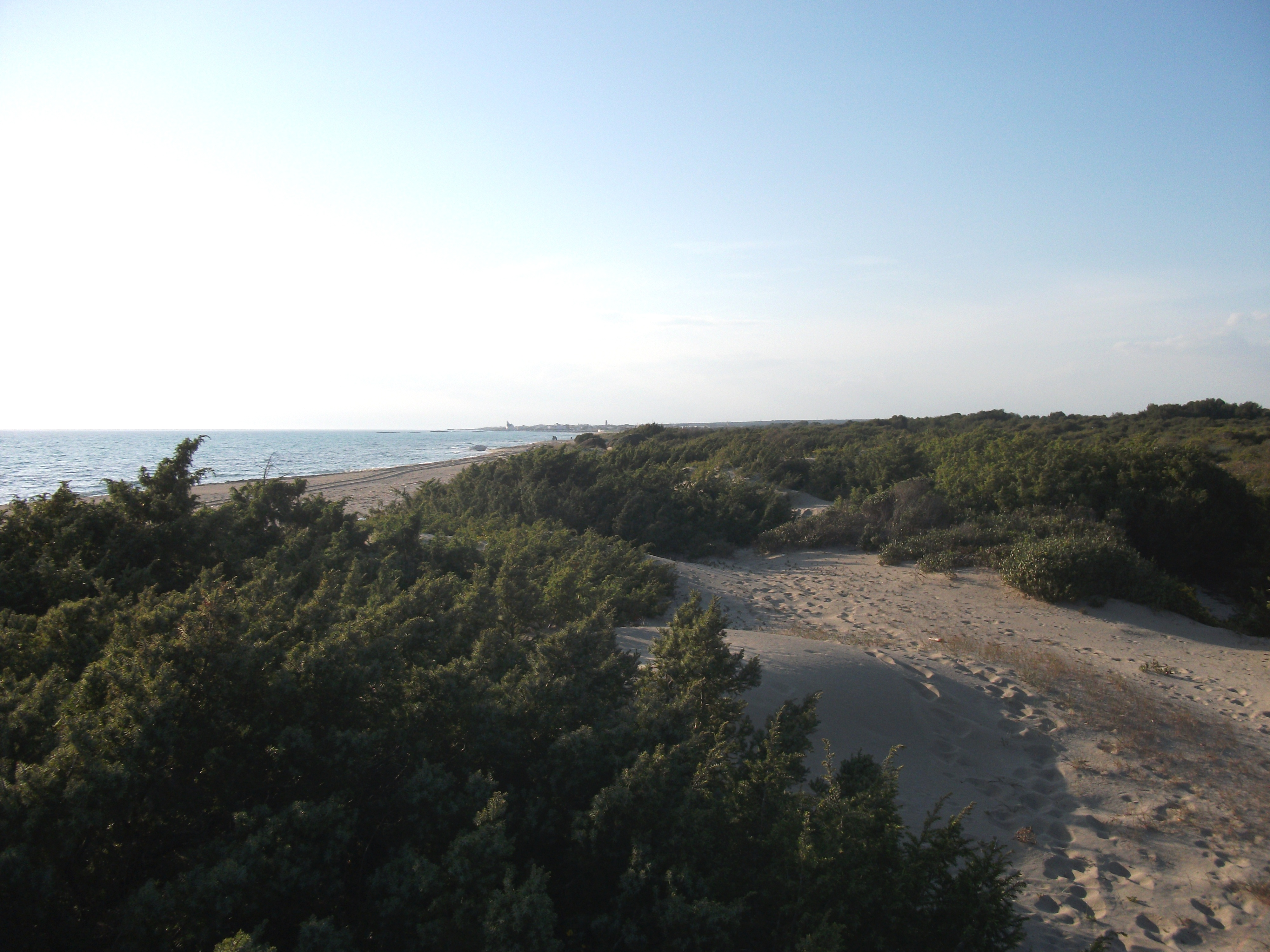
Dune avec la Tour San Giovanni en arrière-plan

Le parc est situé le long de la côte ionienne, dans la partie la plus méridionale de la péninsule du Salento, et est bordé par les villes de Torre San Giovanni (it) et Lido Marini (it). Il protège, sur une profondeur d'environ 3 km de la côte et sur une longueur de 8 km, une zone côtière très précieuse, constituée d'un système de dunes et d'arrière-dunes, d'une série de bassins de marée et de chenaux de liaison, et d'imposants récifs fossiles, avec des ravins et de la plus grande zone de garrigue et maquis méditerranéen du Salento.
Le parc s'étend sur environ 1 600 ha et présente une grande variété d'écosystèmes naturels : des plages de sable et de récifs , des zones humides derrière les dunes, des marais, des zones boisées et maquis, des oliveraies centenaires et des « gravinelles » (canaux rocheux karstiques formés par l'érosion hydrique).Situés en arrière du littoral, des étangs ont été créés à partir des années 1930 pour reconquérir les terres des grands marais qui caractérisent cette partie du littoral.

## Historique
Le parc représente l'une des  biodiversités les plus importantes de la région du Salento. Il s'agit d'un territoire qui comprend de nombreux habitats dignes d'être conservés, dont certains sont considérés comme prioritaires par la directive habitats de l'Union européenne et s'appuyant sur le réseau Natura 2000. La zone a été identifiée comme site d'importance communautaire (SIC).
Le Parc a rejoint la Fédération Italienne des Parcs et Réserves Naturelles (FEDERPARCHI ) représentée au sein de la Fédération EUROPARC.

## Faune
En fonction des différents milieux  de nombreuses espèces d'oiseaux  peuvent y être observés : grèbe castagneux, foulque, goéland leucophée, goéland d'Audouin, mouette rieuse, pluvier à collier interrompu, héron cendré, aigrette garzette  et fauvette mélanocéphale.

## Flore
Parmi les habitats naturels et semi-naturels dignes de protection et de conservation figurent : 
- Prairies de posidonies (Posidonietum oceanicae (it)),
- Lagons côtiers,
- Végétation annuelle des lignes de dépôt marin,
- Prés salés méditerranéens (Juncetalia maritimi [5]),
- Steppes salées méditerranéennes,
- Dunes mobiles du littoral avec présence d'oyat (Ammophila arenaria),
- Dunes côtières avec genévrier commun Juniperus communis),
- Dunes mobiles embryonnaires,
- Forêts de pins mésogènes endémiques,
- Dune avec forêt de pin parasol (Pinus pinea) et pin maritime (Pinus pinaster)
- Formations d'euphorbes près des falaises,
- Sentiers substeppiques de graminées et de plantes annuelles (Brachypodium),
- Parois rocheuses calcaires avec végétation chasmophyte,
- Forêt de chêne vert (Quercus ilex).